# Calamopus
Calamopus là một chi nhện trong họ Miturgidae.